# زوئی لوین
زوئی لوین (انگلیسی: Zoe Levin؛ زادهٔ ۲۴ نوامبر ۱۹۹۳) هنرپیشه اهل ایالات متحده آمریکا است. وی از سال ۲۰۱۰ میلادی تاکنون مشغول فعالیت بوده‌است.
از فیلم‌ها یا برنامه‌های تلویزیونی که وی در آن نقش داشته‌است می‌توان به اعتماد، راه، راه بازگشت، پالو آلتو، و باندینگ اشاره کرد.